# Kuoratsvare
Kuoratsvare este o arie protejată (arie specială de conservare — SAC, sit de importanță comunitară — SCI) din Suedia întinsă pe o suprafață de 15,8 ha, integral pe uscat.

## Localizare
Centrul sitului Kuoratsvare este situat la coordonatele 66°18′46″N 19°58′22″E / 66.3127°N 19.9728°E.

## Înființare
Situl Kuoratsvare a fost declarat sit de importanță comunitară în decembrie 1995 pentru a proteja un număr necunoscut de specii din flora spontană și fauna sălbatică aflate în arealul zonei. Situl a fost protejat și ca arie specială de conservare în decembrie 2009.

## Biodiversitate
Situată în ecoregiunea boreală, aria protejată conține 1 habitat natural: Taiga vestică.
La baza desemnării sitului se află un număr nedeclarat de specii protejate.